# Jozo Previšić
Jozo Previšić (Bosanski Brod, 24. ožujka 1948.) hrvatski je ekonomist.

## Životopis
Diplomirao je 1973. te doktorirao 1984. godine na Ekonomskom fakultetu u Zagrebu. Na istom je fakultetu radio od 1976. do 2014. godine. Od 1998. godine redoviti je profesor marketinga i međunarodnog marketinga.

## Značajnija djela
- „Znanstveni kadar u SR Hrvatskoj” (1975.)
- „Marketing izvozne privrede” (suautor, 1984.)
- „Kako ulagati u inozemstvu” (1986.)
- „Međunarodni marketing” (suautor, 1999.)
- „Marketing” (suautor, 2001.)
- „Leksikon marketinga” (suautor, 2011).[1]

### Mrežna sjedišta
- Previšić, Jozo. Hrvatska enciklopedija LZMK. Pristupljeno 30. svibnja 2025.